# جون برونينغ
جون برونينغ (بالإنجليزية: Jon Bruning) هو محامٍ وسياسي أمريكي وُلِد في 30 أبريل 1969 في لينكولن, نبراسكا. ينتمي إلى الحزب الجمهوري، وعُرف بشغله منصب النائب العام لولاية نبراسكا من عام 2003 حتى 2015.

## حياته ومسيرته
درس برونينغ القانون في جامعة نبراسكا، وبعد تخرجه عمل محاميًا قبل دخوله الساحة السياسية. انتُخب في مجلس شيوخ نبراسكا عام 1996، حيث شغل عدة لجان برلمانية. في عام 2002، فاز بمنصب النائب العام لنبراسكا وأُعيد انتخابه في 2006 و2010. خلال فترته، ركز على قضايا مثل مكافحة الجرائم الإلكترونية، حماية المستهلك، ودعم التشريعات المحافظة.

## محاولاته الانتخابية الأخرى
- ترشح برونينغ لمجلس الشيوخ الأمريكي في 2012 لكنه خسر في الانتخابات التمهيدية الجمهورية.
- كان يُنظر إليه كأحد أبرز السياسيين الجمهوريين الصاعدين في نبراسكا خلال العقد الأول من القرن الحادي والعشرين.

## حياته الشخصية
متزوج وله أطفال، ويقيم مع عائلته في نبراسكا.